# Mesisaari (ö i Lappland)
Mesisaari är en ö i Finland. Den ligger i sjön Karhujärvi och i kommunen Posio i den ekonomiska regionen  Östra Lapplands ekonomiska region  och landskapet Lappland, i den norra delen av landet, 700 km norr om huvudstaden Helsingfors. Öns area är 0,2 hektar och dess största längd är 120 meter i öst-västlig riktning.